# Mário Albanese
Mário Albanese (São Paulo, 31 de outubro de 1931), é um pianista, compositor, professor de música, radialista, advogado e jornalista brasileiro. É titular catedrático da Academia Internacional de Música (AIM), membro da Ordem Internacional dos Jornalistas, da Associação Brasileira de Folclore, da Ordem Nacional dos Escritores e do Instituto Histórico e Geográfico de São Paulo.
Criou em 1965, juntamente com o maestro Cyro Pereira, o "Jequibau", ritmo brasileiro em compasso de 5/4. Eles compuseram várias músicas do gênero, como a homônima "Jequibau", "No Balanço do Jequi-Bach" e "Maré Alta", que foram gravadas por vários artistas no Brasil e no estrangeiro.

## Discografia
- Insônia (1959)
- Coisas de Amor (1962)
- Jequibau (1966)
- Jequibau na Broadway (1967)
- Jequibau (1972)
- Longe de Você (1984)
- Jequibau (1986)